# دون دراموند (ملحن)
دون دراموند (بالإنجليزية: Don Drummond)‏ هو ملحن جامايكي، ولد في 12 مارس 1932 في كينغستون في جامايكا، وتوفي بنفس المكان في 6 مايو 1969.

## وصلات خارجية
- دون دراموند على موقع الموسوعة البريطانية (الإنجليزية)
- دون دراموند على موقع ميوزك برينز (الإنجليزية)
- دون دراموند على موقع إن إن دي بي (الإنجليزية)
- دون دراموند على موقع أول ميوزيك (الإنجليزية)
- دون دراموند على موقع ديسكوغز (الإنجليزية)